# Бейлис, Фрэнк
Фрэнк Чарльз Бейлис (англ. Frank Charles Bayliss; 1876 — 1938) — британский регбист и архитектор, серебряный призёр летних Олимпийских игр 1900. Более трех десятилетий он координировал проекты книжных магазинов для WH Smith. Во время своей спортивной карьеры он был связан с клубом RFC Moseley Wanderers.
На Играх Бейлис входил в сборную Великобритании, которая в единственном матче проиграла Франции со счётом 21:8, получив серебряные медали.